# Hermanus Boex
Hermanus Boex (17 augustus 1770 - 7 juni 1845) was de stichter van de Franse kostschool aan de Markt in Eindhoven.
Boex was een telg uit een geslacht van organisten en schoolmeesters uit Weelde bij Turnhout, Provincie Antwerpen in België. In 1791 kreeg hij op 21-jarige leeftijd een baan als organist in Eindhoven. Daar trouwde hij met Elisabeth (Betje) Smits, de dochter van een brouwer, waarna hij zich tot de notabelen van de stad mocht rekenen.
Boex was een groot liefhebber van de Franse cultuur van voor de Franse Revolutie. Dit kwam onder andere tot uitdrukking in zijn kleding (korte broek met zijden kousen) en zijn hoge hoed of wit gepoederde pruik, naar de mode van zijn tijd.
In 1795 was Eindhoven gelegen aan de rand van de Bataafse Republiek en grensde aan de door de revolutionaire Republiek Frankrijk geannexeerde departementen in België en Zuid-Nederland. Boex begon toen als 25-jarige een Franstalige eliteschool aan de noordzijde van de Markt. De leerboeken waren Franstalig en alle conversatie geschiedde verplicht in het Frans.
De leerlingen waren 9 tot 13 jaar oud; er waren ca. 30 internen. Dat waren waarschijnlijk leerlingen van buiten de regio Eindhoven, al zullen er ook stedelijke internen zijn geweest. Onder de externe leerlingen waren - tamelijk ongewoon - ook meisjes.
In 1843, een jaar nadat zijn jongste zoon was overleden en bijna vijftig jaar na de oprichting van de school, stopte Boex met zijn werk. De school werd overgenomen door J.H. Rutjes, een Duitser uit Appeldorn bij Kalkar.
In het centrum van Eindhoven is een straat naar hem genoemd die uitkomt op de Markt, op de plaats waar de school heeft gestaan. De straat werd in de tweede helft van de jaren 1950 aangelegd.